# Delias momea
Delias momea is een vlindersoort uit de familie van de Pieridae (witjes), onderfamilie Pierinae.
Delias momea werd in 1836 beschreven door Boisduval.